# Wilson Alves-Bezerra
Wilson Alves-Bezerra é um poeta, escritor e tradutor brasileiro.
Graduado em Letras pela USP, é doutor em Literatura Comparada pela UERJ. Sua tese de doutorado, Da clínica do desejo a sua escrita, foi publicada em 2012. Traduziu obras de Horacio Quiroga, Alfonsina Storni e Luis Gusmán. Foi Coordenador de Cultura da Universidade Federal de São Carlos (De 2013 a 2016). Foi coordenador do Programa de Pós-Graduação em Estudos de Literatura da mesma universidade entre 2019 e 2021. Atualmente dirige a Editora da Universidade Federal de São Carlos.
Foi o vencedor na Escolha do Leitor, na categoria Poesia, da 58ª edição do Prêmio Jabuti. A obra premiada é o livro de poemas em prosa Vertigens, publicado pela editora Iluminuras.Seus livros já foram publicados no Brasil, Chile, Colômbia, Inglaterra, Peru, Portugal e no Uruguai. Em 2019, um pool de 15 editoras cartoneras, de 9 países, lançou uma edição artesanal do livro de poemas Malangue Malanga (30 poemas para ler no exílio) O livro foi reeditado, em 2021, pela editora Iluminuras.

## Obras

### Ensaio
- Reverberações da fronteira em Horacio Quiroga (2008) -  Humanitas/FAPESP[5]
- Da clínica do desejo a sua escrita (2012) - Mercado de Letras/FAPESP
- Páginas Latino-Americanas - resenhas literárias (2009-2015) (2016) - EdUFSCar/Oficina Raquel[6]
- O anarquista solitário. Uma biografia de Horacio Quiroga (2024) - Iluminuras[7]

### Ficção
- Histórias zoófilas e outras atrocidades (2013)  - Oitava Rima/EdUFSCar[8]
- Vapor Barato (2018) - Iluminuras[9]
- A máquina de moer os dias (2023) - Iluminuras[10]

Poesia
- Vertigens (2015) - Iluminuras[11]
- O pau do Brasil (2016) - Editora Urutau[12]
- O pau do Brasil - edição expandida (2018) - Editora Urutau[13]
- Malangue Malanga (30 poemas para ler no exílio) (2019) - Multinacional Cartonera.
- Malangue Malanga (30 poemas para ler no exílio) (2021) - Iluminuras.

No exterior
- Exílio aos olhos, exílio às línguas (2017) - Oca Editorial (Portugal) [14]
- Cuentos de zoofilia, memoria y muerte (2018) - LOM  (Chile)
- Necromancia Tropical (2021) - Douda Correria. (Portugal)
- Catecismo Salvaje (2021) - El Taller Blanco. (Colômbia)
- Selección de Poesía (2021) - Secretaría de Cultura (El Salvador)
- Reverberaciones de la frontera en Horacio Quiroga (2021) - Más Quiroga (Uruguai)
- Nuevos papeles íntimos. Cartas inéditas de Horacio Quiroga (2022) - Más Quiroga (Uruguai)
- Narrative biography of Horacio Quiroga, the Lone Anarchist (2023) - Cambridge Scholars (Inglaterra).
- Paubrasilia Alucinata - historia natural de mi patria (2024) - Hanan Harawi (Peru)